# Emotional Rescue
Albums de The Rolling Stones
Some Girls
(1978) Tattoo You
(1981)
Singles
1. Emotional Rescue
Sortie : 20 juin 1980
2. She's So Cold
Sortie : 22 septembre 1980

Emotional Rescue est le quinzième album studio des Rolling Stones. Il sort le 20 juin 1980 sur le label Rolling Stones Records et est produit par Jagger/Richards.

## Historique
Il est enregistré immédiatement après la sortie de l'album Some Girls et est relativement bien accueilli des deux côtés de l'Atlantique bien que jugé terne et incohérent par la critique. Il est enregistré aux Bahamas dans les Compass Point Studios de Nassau ainsi qu’aux Studios Pathé-Marconi de Boulogne-Billancourt. Les sessions d'enregistrements se déroulent tout au long de l'année 1979.
Cet album se classe à la première place des charts dans de nombreux pays dont les États-Unis, le Royaume-Uni et la France.
Pour la première fois depuis plus de dix ans, il n’y a pas de tournée de promotion des Rolling Stones pour la sortie de l’album.

## Pochette et disque
La pochette d'album d'Emotional Rescue est conçue par le directeur artistique Peter Corriston avec des photos thermographiques prises par l'artiste britannique d'origine parisienne Roy Adzak à l'aide d'une caméra thermique, un appareil qui mesure les émissions de chaleur. L'édition d'origine est emballée dans une énorme affiche en couleur avec plus de photos thermiques du groupe avec l'album lui-même emballé dans un sachet en plastique. Le clip vidéo original tourné pour Emotional Rescue utilise également le même type de plans du groupe en train de jouer. Peu de temps après, une deuxième vidéo pour Emotional Rescue est tournée, réalisée par David Mallett (produit par Paul Flattery & Simon Fields) ainsi qu'une pour She's So Cold.

## Parution et réception
Sorti en juin avec la chanson titre à succès infusée de disco comme premier single, Emotional Rescue est un succès immédiat. La chanson titre atteint la troisième place du Billboard Hot 100. L'album a donné aux Rolling Stones leur premier album no 1 au Royaume-Uni depuis Goats Head Soup en 1973 et passe sept semaines au sommet des classements américains. Le single suivant She's So Cold se classe dans le top 30 tandis que Dance Pt. 1 atteint la 9e place du classement Billboard's Dance.
La réception critique a été relativement discrète, la plupart des critiques considérant l'album quelque peu stéréotypé et peu ambitieux, contrairement à l'album précédent. Écrivant dans Rolling Stone, Ariel Swartley a déclaré que "en ce qui concerne la musique, "familier" est un euphémisme. Il n'y a guère de mélodie ici que vous n'ayez jamais entendue chez les Stones auparavant". Le critique de Village Voice, Robert Christgau, l'a résumé comme "un album ordinaire des Stones" dans un essai accompagnant le sondage annuel des critiques de Pazz & Jop sur les meilleurs albums des années 1980, dans lequel Emotional Rescue a terminé 20e, un résultat qu'il a jugé "si loin d'être prolifique" pour "le plus grand groupe de rock and roll du monde".
Les évaluations rétrospectives ont été un peu plus gentilles, plusieurs critiques louant les performances du groupe, malgré le matériau parfois léger. Stephen Thomas Erlewine d'AllMusic déclare que l'album "peut être principalement composé de remplissage, mais il est écrit et interprété de manière experte". Dans Christgau's Record Guide: The '80s (1990), Christgau a déclaré que, bien qu'il ne soit pas "génial", l'album possède un "charme [lyrique] du milieu des années 60" dans "des tropes tels que Where the Boys Go et She's So Cold", aux côtés d'un style musical "plus détendu" que d'autres disques moins que géniaux des Stones comme It's Only Rock 'n Roll (1974): "[La musique est] beaucoup plus allusive et irrégulière et sachant: pour de mieux en mieux, son disque n'est pas si monolithique, et la basse est au premier plan comme Bill était James Jamerson."
En 1994, Emotional Rescue est remasterisé et réédité par Virgin Records, et à nouveau en 2009 par Universal Music. En 2011, il est publié par Universal Music Enterprises dans une version SHM-SACD uniquement japonaise. Le remaster de 1994 est initialement publié dans un CD en édition collector, qui reproduisait de nombreux éléments de l'emballage original de l'album, y compris l'affiche en couleur.

## Liste des titres
- Tous les titres ont été écrits et composés par Mick Jagger et Keith Richards, sauf indications contraires.

Face 1
| No | Titre                                    | Durée |
| -- | ---------------------------------------- | ----- |
| 1. | Dance, Pt.1 (Jagger, Richards, Ron Wood) | 4:22  |
| 2. | Summer Romance                           | 3:15  |
| 3. | Send It To Me                            | 3:42  |
| 4. | Let Me Go                                | 3:51  |
| 5. | Indian Girl                              | 4:23  |

Face 2
| 6.    | Where The Boys Go | 3:29 |
| 7.    | Down in the Hole  | 3:58 |
| 8.    | Emotional Rescue  | 5:39 |
| 9.    | She's So Cold     | 4:13 |
| 10.   | All About You     | 4:17 |
| 41:13 |                   |      |

## Musiciens
Selon le livret inclut avec l'album :

### The Rolling Stones
- Mick Jagger - chant (1-9), chœurs (1, 2, 6), guitare électrique (2, 4, 6, 8, 9), piano (8), percussions (1)
- Keith Richards - guitare électrique (1-4, 6-10), guitare acoustique (5), basse (10), piano (10), chant sur (10), chœurs (1, 2, 6, 10)
- Ronnie Wood - guitare électrique (1-4, 6, 7, 9, 10), guitare pedal steel (4, 5, 9), basse (1, 2, 6, 8), saxophone (1), chœurs (6, 10)
- Bill Wyman - basse (3-5, 7, 9), synthétiseur de cordes (5, 8)
- Charlie Watts - batterie, percussions

### Musiciens supplémentaires
- Ian Stewart : piano sur Summer Romance et Where the Boys Go
- Nicky Hopkins : synthésiseur sur Send It to Me, piano sur Indian Girl
- Sugar Blue (en) : harmonica sur Send It to Me et Down in the Hole
- Bobby Keys : saxophone (1, 4, 8, 9, 10)
- Michael Shrieve : percussion (1, 3, 4, 8, 9)
- Max Romeo : choeurs sur Dance, Pt. 1
- Jack Nitzsche : arrangements cuivres sur Indian Girl

### Equipe technique
- Mick Jagger et Keith Richards : production
- Chris Kimsey (en) : producteur associé, ingénieur du son
- Snake Reynolds et Sean Fullan : assistants ingénieurs du son
- Ted Jensen : mastering

## Charts et certifications

### Album
Charts
| Pays             | Durée du classement | Meilleur classement | Date              |
| ---------------- | ------------------- | ------------------- | ----------------- |
| Allemagne        | 21 semaines         | 2e                  | 28 juillet 1980   |
| Australie        | 15 semaines         | 4e                  | 28 juillet 2023   |
| Autriche         | 22 semaines         | 2e                  | 15 septembre 1980 |
| Canada           | 17 semaines         | 1er                 | 16 août 1980      |
| États-Unis       | 51 semaines         | 1er                 | 26 juillet 1980   |
| France           | 58 semaines         | 1er                 | 5 juillet 1980    |
| Italie           | -                   | 5e                  | 1980              |
| Norvège          | 16 semaines         | 4e                  | 21 juillet 1980   |
| Nouvelle-Zélande | 27 semaines         | 2e                  | 20 juillet 1980   |
| Pays-Bas         | 20 semaines         | 1er                 | 19 juillet 1980   |
| Royaume-Uni      | 18 semaines         | 1er                 | 5 juillet 1980    |
| Suède            | 8 semaines          | 1er                 | 11 juillet 1980   |

Certifications
| Pays             | Certification | Ventes      | Date             |
| ---------------- | ------------- | ----------- | ---------------- |
| Espagne          | Or            | 50 000 +    | 1980             |
| États-Unis       | 2 × Platine   | 2 000 000 + | 31 mai 2000      |
| France           | Or            | 100 000 +   | 1980             |
| Nouvelle-Zélande | Platine       | 15 000 +    | 30 novembre 1980 |
| Pays-Bas         | Or            | 50 000 +    | 1980             |
| Royaume-Uni      | Or            | 100 000 +   | 25 juillet 1980  |

### Singles
| Single           | Chart               | Durée du classement | Position | Date               |
| ---------------- | ------------------- | ------------------- | -------- | ------------------ |
| Emotional Rescue | Hot 100             | 19 semaines         | 3e       | 6 septembre 1980   |
| Emotional Rescue | Single Top 100      | 15 semaines         | 15e      | 1er septembre 1980 |
| Emotional Rescue | Ö3 Austria Top 40   | 10 semaines         | 9e       | 1er novembre 1980  |
| Emotional Rescue | (V) Ultratop        | 5 semaines          | 16e      | 9 août 1980        |
| Emotional Rescue | RPM Top Singles     | 20 semaines         | 1er      | 23 août 1980       |
| Emotional Rescue | Single Top 100      | 19 semaines         | 1er      | [Quand ?]          |
| Emotional Rescue | RMNZ Singles Top40  | 16 semaines         | 16e      | 3 août 1980        |
| Emotional Rescue | Mega Top 50         | 11 semaines         | 5e       | 2 août 1980        |
| Emotional Rescue | UK Singles Chart    | 8 semaines          | 9e       | 26 juillet 1980    |
| Emotional Rescue | Schweizer Hitparade | 5 semaines          | 11e      | 31 août 1980       |
| She's So Cold    | Hot 100             | 13 semaines         | 26e      | 8 novembre 1980    |
| She's So Cold    | RPM Top Singles     | 7 semaines          | 11e      | 22 novembre 1980   |
| She's So Cold    | RMNZ Singles Top40  | 6 semaines          | 26e      | 21 décembre 1980   |
| She's So Cold    | Mega Top 50         | 6 semaines          | 23e      | 22 novembre 1980   |
| She's So Cold    | UK Singles Chart    | 6 semaines          | 33e      | 18 octobre 1980    |